# Live It Out
Live It Out is het tweede album van de Nederlandse zanger Alain Clark. Dit album kwam uit op 2 november 2007.

## Tracklist
1. Blow Me Away
2. This Ain't Gonna Work
3. Father And Friend
4. Fell In Love
5. Go There
6. Head Over Heels
7. Mind Of A Woman
8. Live It Out
9. She's The One
10. I Need You
11. Your Angel Now
12. Rain Will Fall
13. All You Gotta Change

## Hitnoteringen

### NederlandseAlbum Top 100
| Hitnotering (week 1 t/m 52): 10-11-2007 t/m 01-11-2008 Hitnotering (week 53): 14-02-2009 Hitnotering (week 54 t/m 77): 04-04-2009 t/m 12-09-2009 Hitnotering (week 78): 24-10-2009 | Hitnotering (week 1 t/m 52): 10-11-2007 t/m 01-11-2008 Hitnotering (week 53): 14-02-2009 Hitnotering (week 54 t/m 77): 04-04-2009 t/m 12-09-2009 Hitnotering (week 78): 24-10-2009 | Hitnotering (week 1 t/m 52): 10-11-2007 t/m 01-11-2008 Hitnotering (week 53): 14-02-2009 Hitnotering (week 54 t/m 77): 04-04-2009 t/m 12-09-2009 Hitnotering (week 78): 24-10-2009 | Hitnotering (week 1 t/m 52): 10-11-2007 t/m 01-11-2008 Hitnotering (week 53): 14-02-2009 Hitnotering (week 54 t/m 77): 04-04-2009 t/m 12-09-2009 Hitnotering (week 78): 24-10-2009 | Hitnotering (week 1 t/m 52): 10-11-2007 t/m 01-11-2008 Hitnotering (week 53): 14-02-2009 Hitnotering (week 54 t/m 77): 04-04-2009 t/m 12-09-2009 Hitnotering (week 78): 24-10-2009 | Hitnotering (week 1 t/m 52): 10-11-2007 t/m 01-11-2008 Hitnotering (week 53): 14-02-2009 Hitnotering (week 54 t/m 77): 04-04-2009 t/m 12-09-2009 Hitnotering (week 78): 24-10-2009 | Hitnotering (week 1 t/m 52): 10-11-2007 t/m 01-11-2008 Hitnotering (week 53): 14-02-2009 Hitnotering (week 54 t/m 77): 04-04-2009 t/m 12-09-2009 Hitnotering (week 78): 24-10-2009 | Hitnotering (week 1 t/m 52): 10-11-2007 t/m 01-11-2008 Hitnotering (week 53): 14-02-2009 Hitnotering (week 54 t/m 77): 04-04-2009 t/m 12-09-2009 Hitnotering (week 78): 24-10-2009 | Hitnotering (week 1 t/m 52): 10-11-2007 t/m 01-11-2008 Hitnotering (week 53): 14-02-2009 Hitnotering (week 54 t/m 77): 04-04-2009 t/m 12-09-2009 Hitnotering (week 78): 24-10-2009 | Hitnotering (week 1 t/m 52): 10-11-2007 t/m 01-11-2008 Hitnotering (week 53): 14-02-2009 Hitnotering (week 54 t/m 77): 04-04-2009 t/m 12-09-2009 Hitnotering (week 78): 24-10-2009 | Hitnotering (week 1 t/m 52): 10-11-2007 t/m 01-11-2008 Hitnotering (week 53): 14-02-2009 Hitnotering (week 54 t/m 77): 04-04-2009 t/m 12-09-2009 Hitnotering (week 78): 24-10-2009 | Hitnotering (week 1 t/m 52): 10-11-2007 t/m 01-11-2008 Hitnotering (week 53): 14-02-2009 Hitnotering (week 54 t/m 77): 04-04-2009 t/m 12-09-2009 Hitnotering (week 78): 24-10-2009 | Hitnotering (week 1 t/m 52): 10-11-2007 t/m 01-11-2008 Hitnotering (week 53): 14-02-2009 Hitnotering (week 54 t/m 77): 04-04-2009 t/m 12-09-2009 Hitnotering (week 78): 24-10-2009 | Hitnotering (week 1 t/m 52): 10-11-2007 t/m 01-11-2008 Hitnotering (week 53): 14-02-2009 Hitnotering (week 54 t/m 77): 04-04-2009 t/m 12-09-2009 Hitnotering (week 78): 24-10-2009 | Hitnotering (week 1 t/m 52): 10-11-2007 t/m 01-11-2008 Hitnotering (week 53): 14-02-2009 Hitnotering (week 54 t/m 77): 04-04-2009 t/m 12-09-2009 Hitnotering (week 78): 24-10-2009 | Hitnotering (week 1 t/m 52): 10-11-2007 t/m 01-11-2008 Hitnotering (week 53): 14-02-2009 Hitnotering (week 54 t/m 77): 04-04-2009 t/m 12-09-2009 Hitnotering (week 78): 24-10-2009 | Hitnotering (week 1 t/m 52): 10-11-2007 t/m 01-11-2008 Hitnotering (week 53): 14-02-2009 Hitnotering (week 54 t/m 77): 04-04-2009 t/m 12-09-2009 Hitnotering (week 78): 24-10-2009 | Hitnotering (week 1 t/m 52): 10-11-2007 t/m 01-11-2008 Hitnotering (week 53): 14-02-2009 Hitnotering (week 54 t/m 77): 04-04-2009 t/m 12-09-2009 Hitnotering (week 78): 24-10-2009 |
| Week: | 1 | 2 | 3 | 4 | 5 | 6 | 7 | 8 | 9 | 10 | 11 | 12 | 13 | 14 | 15 | 16 | 17 |
| --- | --- | --- | --- | --- | --- | --- | --- | --- | --- | --- | --- | --- | --- | --- | --- | --- | --- |
| Positie: | 18 | 18 | 16 | 24 | 31 | 30 | 24 | 20 | 14 | 6 | 5 | 3 | 3 | 3 | 4 | 3 | 2 |
| Week: | 18 | 19 | 20 | 21 | 22 | 23 | 24 | 25 | 26 | 27 | 28 | 29 | 30 | 31 | 32 | 33 | 34 |
| Positie: | 3 | 3 | 7 | 7 | 8 | 11 | 15 | 15 | 10 | 6 | 6 | 7 | 8 | 5 | 4 | 5 | 6 |
| Week: | 35 | 36 | 37 | 38 | 39 | 40 | 41 | 42 | 43 | 44 | 45 | 46 | 47 | 48 | 49 | 50 | 51 |
| Positie: | 6 | 8 | 7 | 7 | 7 | 8 | 13 | 14 | 13 | 14 | 15 | 16 | 28 | 26 | 31 | 10 | 21 |
| Week: | 52 | | 53 | | 54 | 55 | 56 | 57 | 58 | 59 | 60 | 61 | 62 | 63 | 64 | 65 | 66 |
| Positie: | 94 | uit | 98 | uit | 91 | 29 | 21 | 23 | 17 | 20 | 35 | 38 | 42 | 48 | 47 | 45 | 57 |
| Week: | 67 | 68 | 69 | 70 | 71 | 72 | 73 | 74 | 75 | 76 | 77 | | 78 | | | | |
| Positie: | 59 | 54 | 52 | 56 | 50 | 52 | 46 | 50 | 63 | 43 | 67 | uit | 89 | uit | | | |